# Silvia Kutika
Silvia Kutika (Buenos Aires, 5 agosto 1958) è un'attrice argentina.

## Biografia
È principalmente conosciuta per l'interpretazione del ruolo di Alejandra Ferro nella telenovela argentina Vidas robadas e nel ruolo di Marina in Champs 12.
In Italia l'abbiamo vista accanto a Verónica Castro nella telenovela Amore proibito, ma anche nelle seguenti telenovelas: Grecia, Manuela e Primo amore.
È stata protagonista di Top model, anche quest'ultima telenovela è stata trasmessa in Italia.
È sposata con l'attore Luis Luque.

## Filmografia

### Cinema
- Escándalo en la familia, regia di Julio Porter (1967)

- Las Muñecas Que Hacen ¡PUM!, regia di Gerardo Sofovich (1979)
- Gran valor, regia di Enrique Cahen Salaberry (1980)
- Sentimental (requiem para un amigo), regia di Sergio Renán (1981)
- Los viernes de la eternidad, regia di Héctor Olivera (1981)
- ¿Somos?, regia di Carlos Hugo Christensen (1982)
- Luna de Avellaneda, regia di Juan José Campanella (2004)
- 18-j, regia collettiva (2004)
- Juntos para siempre, regia di Pablo Solarz (2011)
- Desmadre, regia di Juan Pablo Martínez e Jazmín Stuart (2011)
- Las mujeres llegan tarde, regia di Marcela Balza (2012)
- Libro de la Memoria: Homenaje a las víctimas del atentado, regia di Matías Bertilotti - cortometraggio (2017)

#### Televisione
- Galería – serie TV, 9 episodi (1980)
- Calabromas – serie TV, 19 episodi (1980)
- Laura mía – serie TV, 19 episodi (1981)
- Julián de madrugada – serie TV, 118 episodi (1982)
- Después del final – serie TV, 19 episodi (1982)
- Mi nombre es Lara – serie TV, 29 episodi (1983)
- Amada – serie TV, 19 episodi (1983)
- Lucía Bonelli – serie TV, 39 episodi (1984)
- Dar el alma – serie TV, 29 episodi (1984)
- El hombre que amo – serie TV, 18 episodi (1986)
- Amore proibito (Amor prohibido) – serie TV, 77 episodi (1986)
- Grecia – serie TV, 153 episodi (1987)
- De carne somos – serie TV, 149 episodi (1988)
- Amándote II – serie TV, 19 episodi (1990)
- Grande Pá! – serie TV (1991)
- Manuela – serie TV, 228 episodi (1991)
- Primo amore (Primer amor) – serie TV, 166 episodi (1992)
- El precio del poder – serie TV, 99 episodi (1992-1993)
- Quereme – serie TV, 15 episodi (1994)
- Alta comedia – serie TV, 2 episodi (1993-1994)
- Dulce Ana – serie TV, episodi 1x1-1x2-1x3 (1995)
- Top Model (90-60-90 modelos) – serie TV, 277 episodi (1996)
- Lo dijo papá – serie TV (1998)
- La nocturna – serie TV, 89 episodi (1998)
- Campeones de la vida – serie TV, 13 episodi (1999)
- Ilusiones – serie TV (2000)
- Los médicos (de hoy) – serie TV, 159 episodi (2000)
- PH – serie TV, 122 episodi (2001)
- Tercer tiempo – serie TV, episodi 1x1 (2003)
- Culpable de este amor – serie TV, 205 episodi (2004)
- Historias de sexo de gente común – serie TV, 7 episodi (2005)
- Se dice amor – serie TV, 255 episodi (2005-2006)
- El capo – serie TV, 28 episodi (2007)
- Vidas robadas – serie TV, 128 episodi (2008)
- Champs 12 – serie TV, 127 episodi (2009)
- El hombre de tu vida – serie TV, episodi 1x1-1x2 (2011)
- Decisiones de vida – serie TV, episodi 1x9 (2011)
- Historias de corazón – miniserie TV, episodi 1x12 (2013)
- Qitapenas – serie TV, 30 episodi (2013)
- Camino al amor – serie TV, 120 episodi (2014)
- Cartoneros – serie TV, 5 episodi (2016)
- Five Stars (Las Estrellas) – serial TV, episodi 1x1 (2017)
- Tu Parte del Trato – serie TV, 8 episodi (2019)